# Herbert Drury (hokeista)
Herbert John Drury (ur. 2 marca 1896 w Midland, zm. 1 lipca 1965 w Pittsburghu) – amerykański hokeista pochodzenia kanadyjskiego, dwukrotny wicemistrz olimpijski.

## Życiorys
Urodził się w Kanadzie, ale w 1916 przeniósł się do Pittsburgha. Podczas I wojny światowej służył w korpusie transportu motorowego. Po zakończeniu służby w 1919 otrzymał obywatelstwo amerykańskie.
Podczas swojej kariery zdobył razem z amerykańską reprezentacją srebrny medal na letnich igrzyskach olimpijskich w 1920, a kolejny na zimowych igrzyskach olimpijskich w 1924. Podczas pierwszych z tych igrzysk został królem strzelców z 14 trafieniami, a na drugich zajął w tej klasyfikacji 2. miejsce z 25 bramkami.
W latach 1916–1918 i 1922–1931 występował w National Hockey League w klubach z Pittsburgha. Rozegrał w niej 216 meczów.